# Dorina Klinger
Dorina Klinger (* 10. Juni 1997 in Feldkirchen (Kärnten)) ist eine österreichische Beachvolleyball- und ehemalige Volleyballspielerin.

## Karriere

### Halle
Zunächst war die junge Österreicherin im Skifahren und in der Leichtathletik aktiv. Daneben interessierte sie sich auch für Windsurfen, Schwimmen und Tennis. Nach der Anmeldung am Gymnasium BG/BORG Graz Liebenau probierte die gebürtige Feldkirchnerin mit Volleyball zum ersten Mal eine Mannschaftssportart aus. Parallel dazu spielte sie etwas später zunächst in der zweiten Mannschaft des UVC Holding Graz und in der Saison 2014/15 im Bundesligateam der SG VBV Trofaiach/WSV Eisenerz. Anschließend erhielt Dorina Klinger ein Stipendium für ein Studium in den Vereinigten Staaten. Mit den Spring Hill College Badgers erreichte die Mittelangreiferin als Freshman neunzehn Siege in zwanzig Spielen. Dabei konnte sie ihre Gegnerinnen 113 Mal blocken. Dies war der Spitzenwert für die Southern Intercollegiate Athletic Conference (SIAC) in dieser Spielzeit. Für diese Leistungen wurde sie als Newcomer des Jahres ausgezeichnet und ins All Conference Team gewählt. Ihre Sophomore und Junior Zeit verbrachte die Studentin an der Florida International University, spielte jedoch Hallenvolleyball noch einmal für eine Spielzeit in ihrem Heimatland bei ihrem letzten Verein, den Erbergmadln aus Trofaiach und Eisenerz. Anschließend erreichte sie gemeinsam mit ihrer Schwester Ronja und den übrigen Mitspielern der Florida Golden Panthers in ihrem letzten Hochschuljahr als Senior 2018 das Finale der Conference USA. Zum ersten Mal in der Geschichte der Universität stand ihr Volleyballteam in einem Endspiel in dieser Liga.

### Beach
Gemeinsam mit ihrer Schwester gewann Dorina Klinger 2016 die Staatsmeisterschaften in der Altersklasse U20. Die beiden nahmen zwei Mal an U22-Europameisterschaften teil. Dabei erreichten sie 2018 in Jūrmala das Viertelfinale. Mit Franziska Friedl war die ältere Schwester im Vorjahr zusätzlich einmal für ihr Heimatland bei Juniorenweltmeisterschaften aktiv. Für den Qualifikationswettbewerb für das Major 2018 in Wien erhielten die Klinger Schwestern eine Wildcard und konnten in der ersten Runde die Olympiafünften von 2016 Birlowa / Ukolowa bezwingen. Im anschließenden Duell mit einem weiteren russischen Paar wurden sie jedoch knapp in drei Sätzen besiegt. Im gleichen Jahr erreichten sie zum ersten Mal das Finale der Staatsmeisterschaften bei den Erwachsenen.
Das erste Endspiel in einem Ein-Stern-Turnier wurde für die Klingers 2020 auf Langkawi in Malaysia Realität. Eine Saison später gewannen sie die Bronzemedaille in Sofia. 2022 starteten Dorina und Ronja Klinger für ihr Heimatland neben Schützenhöfer/Plesiutschnig beim CEV Beachvolleyball Nations Cup und trugen mit Siegen über tschechische, niederländische und lettische Gegnerinnen dazu bei, dass die österreichischen Frauen das Halbfinale dieser Premierenveranstaltung erreichten.
Im gleichen Jahr gewannen die Schwestern zum ersten Mal in ihrer gemeinsamen Karriere ein internationales Turnier mit dem Future auf Ios. Anschließend standen sie wiederum im Finale der österreichischen Beachmeisterschaft. Die bis zu diesem Zeitpunkt bedeutendste Leistung ihrer gemeinsamen Karriere gelang ihnen jedoch im März 2023, als sie beim Challenge in La Paz im Halbfinale standen. Im August erreichten sie bei der Europameisterschaft in Wien die K.o.-Runde, in der sie gegen die Lettinnen Tīna Graudiņa und Anastasija Samoilova ausschieden. Anschließend gewannen die Klingers die beiden Future-Turniere in Warschau und in Baden. Im September wurden sie österreichische Staatsmeisterinnen. Bei der Weltmeisterschaft überstanden sie als Gruppendritte die Lucky–Loser–Runde, verloren jedoch danach in drei Sätzen gegen die Weltmeisterinnen Sarah Hughes und Kelly Cheng.
Nach drei Viertelfinalteilnahmen bei Challenge–Events in der folgenden Spielzeit erreichten sie in der Hauptstadt ihres Heimatlandes nach einem Sieg über die für die Olympischen Spiele 2024 qualifizierten Paulikienė/Raupelytė zum ersten Mal überhaupt bei einem Elite16 die Runde der Zwölf. Dort besiegten sie die ebenfalls zukünftigen Olympiateilnehmrerinnen Álvarez/ Moreno und belegten den geteilten fünften Platz. Nach Achtelfinalteilnahmen bei den Europameisterschaften sowie den hochwertigen Turnieren in Hamburg und João Pessoa standen sie in Rio de Janeiro zum zweiten Mal überhaupt in ihrer Karriere bei einem Elite16 unter den Topp Acht. Auf der World Pro Tour 2025 erreichten sie bei den ersten Turnieren in Mexiko sowohl beim Challenge in Yucatán als auch beim Elite16 in Quintana Roo den fünften Platz. Zum ersten Mal bei einem gleichwertigen Wettbewerb in der Vorschlussrunde waren sie in Ostrava. Dort bezwangen sie im Pool Hildreth/Van Gunst und Müller/Tillmann. In der „Round of 12“ verloren sie zwar, zogen aber als beste Verlierer ins Viertelfinale ein und besiegten dort Cannon/Kraft in zwei Sätzen.

## Auszeichnungen
- 2015: Newcomer des Jahres der Southern Intercollegiate Athletic Conference (SIAC)
- 2015: SIAC All Conference team

## Privates
Dorina Klinger und ihre beiden jüngeren Geschwister Ronja und Samuel wuchsen in der Steiermark auf. Ihre Mutter Tanja Klinger, eine ehemalige Leichtathletin und ihr Vater Gernot Klinger, ein ehemaliger Wintersportler, betreiben eine Skischule in Modriach-Winkel. Sie begeisterten ihre Töchter schon früh für den Sport. Dorina Klinger machte ihr Abitur am BG/BORG Graz Liebenau. Sie wurde mit einem Notenschnitt von 1,1 in die Dean’s List aufgenommen. Nach ihrem vierjährigen Studienaufenthalt in den USA am Spring Hill College in Alabama und an der Florida International University wurde sie gemeinsam mit ihrer Schwester ins Bundesheer der Alpenrepublik einberufen. Die Geschwister haben ihren Lebensmittelpunkt in Frauental an der Laßnitz.